# 半月 (期間)
半月（はんつき・はんげつ）は、1か月の半分である。1年の各月をほぼ2等分したいずれか、あるいは、それに等しい期間を表す。

## 太陽暦の半月
グレゴリオ暦での暦月（暦上の1か月）の長さは、月の大小によって28～31日と異なるので、半月の長さも14～15.5日と変わる。
平均すれば、1年の長さの平均である365.2425日の1⁄24に等しく、15.2184375日である。またこれは2.1740625週間にも等しい。
実際には、月の日数に関わらず、1日から15日までを月の前半、16日から月末日までを後半とすることが多い（旬が10日まで・20日まで・月末日までなのに似る）。この場合の半月は13～16日となり、平年の2月の後半が最も短く13日、大の月の後半が最も長く16日である。
24節気は1太陽年を24分しているため、間隔は（季節によりやや変動するが）ほぼ半月である。
天文学では、新発見の彗星・小惑星につけられる仮符号に、それぞれの半月(half-month)にAからYまで（Iは1と紛らわしいので不使用）割り振った記号を使用している。ここでは、1日-15日を月前半、16日-月末日を月後半とする。
| A | 1月1-15日     | N | 7月1-15日   |
| B | 1月16-31日    | O | 7月16-31日  |
| C | 2月1-15日     | P | 8月1-15日   |
| D | 2月16-28/29日 | Q | 8月16-31日  |
| E | 3月1-15日     | R | 9月1-15日   |
| F | 3月16-31日    | S | 9月16-30日  |
| G | 4月1-15日     | T | 10月1-15日  |
| H | 4月16-30日    | U | 10月16-31日 |
| J | 5月1-15日     | V | 11月1-15日  |
| K | 5月16-31日    | W | 11月16-30日 |
| L | 6月1-15日     | X | 12月1-15日  |
| M | 6月16-30日    | Y | 12月16-31日 |

### 半月に1回の予定
実際に半月に1回の予定を組むには、15日程度の間をあけた2つの日付、例えば「（毎月）1日と15日」「5日と20日」などを決めることが多い。この日付が n 日間隔（翌日を1日間隔とする）の場合、実際の間隔は、月をまたがない場合 n 日、月をまたぐ場合 (28 － n) ～ (31 － n) 日である。
「第1・第3○曜日」または「第2・第4○曜日」の形もある。この場合の間隔は14日か21日（2週間か3週間）である。
半月に1度発刊される定期刊行物は「月2刊」「月2回刊」と呼ばれる。

## 太陰暦の半月
太陰暦・太陰太陽暦では朔望月、つまり朔から次の朔までを1月とするが、朔から望（満月）までと望から次の朔までをそれぞれ単位とすることもあった。これが半月となる。
その長さは朔望月の半分で、平均すれば平均朔望月の半分の約14.765日である。
暦月で考える場合、ひと月は29～30日なのでその半分は14.5～15日となるが、やはり1日～15日と16日～末日で区切ることが多く、長さは14日か15日となる。約23%が14日、約77%が15日である。

### パクシャ
ヒンドゥー暦の旧暦（太陰太陽暦）では、サンスクリット語で「太陰暦の1か月の半分」を意味する पक्ष (パクシャ、paksha) が使われる。
朔から望まで・望から朔までがそれぞれ shukla paksha（白分）・krishna paksh（黒分）と呼ばれる。
パクシャの長さは約14.765日で、これが15ティティに分けられる（期間を等分、または、月相を等分する）。実際の暦上では15のティティは日に割り振られるので、パクシャの長さは14日か15日になる。14日しかない場合、あるティティに充てられる日がない「欠日」が起こっている。

## 月とは無関係な似た長さ
いくつかの言語では半月に似た長さに固有の呼称がある。これらは現在では月とは無関係に長さのみを表すが、太陰暦の半月に由来するとの説もある。

### 2週間（14日）
半月に近い期間に「2週間」（= 14日間）がある。英語のフォートナイト (fortnight) など、いくつかの言語では「2週間」を1語で言い表す言葉がある。
fortnight という語は、古英語で14夜 (fourteen nights) を意味する feorwertyne niht に由来する。 
フォートナイトは、イギリスや、インド・ニュージーランド・オーストラリアなどの英連邦諸国では広く用いられている。賃金や、社会保障制度による給付金は、フォートナイトを基準として支払われる。アメリカ合衆国ではまれに用いられ、カナダでは一部地域で用いられる。
アラビア語では أسبوعان (asbw'ean)、ヘブライ語では、שבועיים (shbv'eyym) が広く使われている。
ウェールズ語では「15夜 (fifteen nights)」を意味する pythefnos という語を使う。これは、1週間のことを「8夜 (eight nights)」を意味する wythnos と呼ぶのに対応している。
日本語には、「2週間」を1語で言い表す言葉はない。「2週間に1度」（英語の fortnightly や bi-weekly）を意味する「隔週」という言葉はあるが、頻度をあらわすもので「2週間という期間」を直接指している表現ではない。

### 15日
スペイン語の quincena（または quince días）・イタリア語の quindicina・フランス語の quinzaine・ポルトガル語の quinzena は「15日間」を意味する。ラテン語で「15」を意味する quindecim との関係が見て取れる。
ギリシア語の δεκαπενθημερο (dekapenthimero) も「15日間」を意味する。
アラビア語では خمسة عشر يوماً (khmsh 'eshr ywmaan) だが、2週間を意味する語より長く、あまり用いられない。